# Vodné
Vodné je úhrada za odběr vody z veřejné vodovodní sítě, jinými slovy je vodné vyjádřením „ceny vody“. Vodné zahrnuje především platbu za odebranou pitnou nebo užitkovou vodu a nájem měřícího zařízení. Jako podklad pro účtování vodného slouží údaj o spotřebovaném množství vody, který se získává pomocí měřícího zařízení, nejčastěji se používá vodoměr. Alternativně se spotřeba vypočte odborným výpočtem nebo se určí podle směrných čísel uvedených v prováděcí vyhlášce k Zákonu o vodovodech a kanalizacích pro veřejnou potřebu.

## Stanovování vodného
Vodné se stanovuje podle nákladů na výrobu a distribuci vody na 1 m3 za uplynulé zúčtovací období, ke kterému se přičte plánovaný zisk a zohlední se předpokládaný vliv inflace. Součástí konečné ceny pro spotřebitele je také daň z přidané hodnoty. Ta do 1. května 2020 činila 15 %, od tohoto data však dochází k jejímu snížení na 10 %.
U ceny vody tj. vodného a stočného je součástí tzv. "přiměřený zisk", který však není obecně limitován. Zisk se odvozuje z úplných vlastních nákladů, které zahrnují i cenu surové vody (věcně usměrňovanou) a náklady na obnovu vodohospodářských zařízení a sítí - infrastruktury - které jsou zpravidla v majetku měst a obcí). Provozovatel vodohospodářského zařízení tak - oproti jiným podnikatelům - získává prospěch nejen ze svého kapitálu, ale i nezbytné suroviny pro výrobu pitné vody a veřejných zařízení. Současná převaha zahraničních nadnárodních provozovatelů v českém vodárenství vede k repatriaci (čili vývozu) zisku bez jeho investování v ČR. 

Výjimku tvoří případy, kdy provozovatelem vodovodní sítě je např. samotná obec - spotřebiště, která nikterak nezohledňuje skutečné náklady a budoucí potřebu obnovy zařízení a tak samospráva vodné stanoví tzv. „lidové“.

## Forma vodného
Vodné má jednosložkovou či dvousložkovou formu.
Jednosložková představuje pevnou cenu pro dané účtovací období za 1 m3 (neboli metr krychlový nebo také kubík vody) bez ohledu na spotřebované množství. 
Dvousložková se obvykle skládá z paušálního poplatku většinou v závislosti na dimenzi použitého vodoměru a poplatku za odebranou vodu. Možnost dvousložkového účtování vodného přinesl až Zákon o vodovodech a kanalizacích pro veřejnou potřebu č. 274, 2001 Sb. O tom, jakou formu vodného bude odběratel platit, rozhodují vodárenské společnosti. 
Cena vodného a stočného se pohybuje ve velkém rozmezí, vodné stojí 30–100 Kč/m³, stočné pak 35–85 Kč/m³. V roce 2023 uvádí ČSÚ cenu vodného a stočného v průměru 101,50 Kč/m³ bez daně ve výši 10 %, s daní 112,60 Kč/m³. Oproti roku 2022 vzrostly ceny za vodné a stočné o více než 15 %. V roce 2024 se DPH na vodné a stočné zvýšilo z 10 % na 12 %.

## Právo na vodné
Právo na uhrazení vodného má majitel, popřípadě provozovatel veřejného vodovodu: citace zákona "Právo na vodné vzniká vtokem vody do potrubí napojeného bezprostředně za vodoměrem, a není-li vodoměr, vtokem vody do vnitřního uzávěru připojeného pozemku nebo stavby, popřípadě do uzávěru hydrantu nebo výtokového stojanu."

## Vodné solidární
Solidární vodné je cena shodná za 1 metr3, která se účtuje všem odběratelům v určité oblasti bez ohledu např. na vzdálenost odběrného místa od zdroje pitné vody. Solidární cena tedy nezohledňuje rozdílné skutečné náklady na výrobu a dopravu pitné vody k odběrateli. Z toho vyplývá, že aplikováním solidární ceny doplácí odběratelé ve městech bližších ke zdroji pitné vody na odběratele ve městech vzdálenějších a následně na odběratele v obcích.

Vysvětlení na příkladu: skutečné náklady na výrobu a distribuci vody pro větší město přilehlé ke zdroji vody s krátkou vodovodní sítí, která je gravitační jsou "minimální" (obrazně řečeno) a skutečné náklady pro obec s malým počtem odběratelů velmi vzdálené od zdroje vody, kdy je potřeba pro dopravu vody například i čerpacích stanic jsou "maximální" (obrazně řečeno).